# 休斯頓 (愛達荷州)
休斯頓（英語：Huston）是位於美國愛達荷州坎寧縣的一個非建制地區。該地的面積和人口皆未知。

## 地理
休斯頓的座標為43°36′37″N 116°47′00″W / 43.61028°N 116.78333°W，而該地的平均海拔高度為700米（即2522英尺）。